# Sanuki udon
Sanuki udon (讃岐うどん) là một loại mì udon phổ biến nhất trong khu vực Shikoku, nhưng hiện nay dễ dàng tìm thấy trên khắp các khu vực lân cận và phần lớn vùng Kansai của Nhật Bản. Loại mỳ này có đặc trưng bởi sợi mỳ hình vuông và cạnh dẹt. Hiện có nhiều cửa hàng chuyên phục vụ mỳ Sanuki udon, và thường viết tên mỳ "Sanuki" bằng chữ hiragana (さぬき) xuất trên tên của các cửa hàng hoặc trên các bảng hiệu.
Món mỳ này thường được phục vụ dạng mỳ nước, và ban đầu được phổ biến rộng rãi ở tỉnh Kagawa của Nhật Bản. Nước dùng được làm từ một loại dashi khác nhau về độ đậm và hương vị trên khắp Nhật Bản.
Sanuki udon được đặt tên theo tên trước đây của tỉnh Kagawa, tỉnh Sanuki.